# Els dies que vindran
Pour plus de détails, voir Fiche technique et Distribution.
Els dies que vindran (titre anglophone: The Days to Come), est un film catalan de Carlos Marqués-Marcet sorti en 2019.

## Synopsis
Le film retrace les émotions d'un couple, Vir, 30 ans et Lluís, 32 ans, qui attendent un enfant.

## Distribution
- María Rodríguez Soto : Vir[2]
- David Verdaguer : Lluís[3].

## Fiche technique
- Titre : Els dies que vindran
- Titre original : Els dies que vindran
- Titre anglais international : The Days to Come[4]
- Réalisation : Carlos Marqués-Marcet
- Scénario : Clara Roquet
- Musique : Maria Arnal
- Montage :
- Photographie :
- Production :
- Sociétés de production :
- Pays de production :  Espagne
- Genre : Drame
- Durée : 1H37

## Récompenses
- 2019 : Meilleur film, meilleur acteur et meilleure actrice (Biznaga de Oro) au Festival de cinéma de Malaga[5]
- 2020: Prix Gaudí du meilleur film en langue catalane[6]